# 曼富爾嶺
75°5′S 114°39′W / 75.083°S 114.650°W
曼富爾嶺（英語：Manfull Ridge）是南極洲的山嶺，位於瑪麗伯德地，根據美國地質調查局的測量和美國海軍的空中照片被繪入地圖，現時由南極條約體系管理。